# NSB Type Cmo 6
Die norwegischen Verbrennungstriebwagen Cmo type 6, später auch Cmdo type 6, Bmdox type 86 und BM 86 der Norges Statsbaner wurden zwischen 1938 und 1996 im Personenverkehr eingesetzt. Im Laufe der Jahre wurden zahlreiche Bauartänderungen und Umbauten vorgenommen.

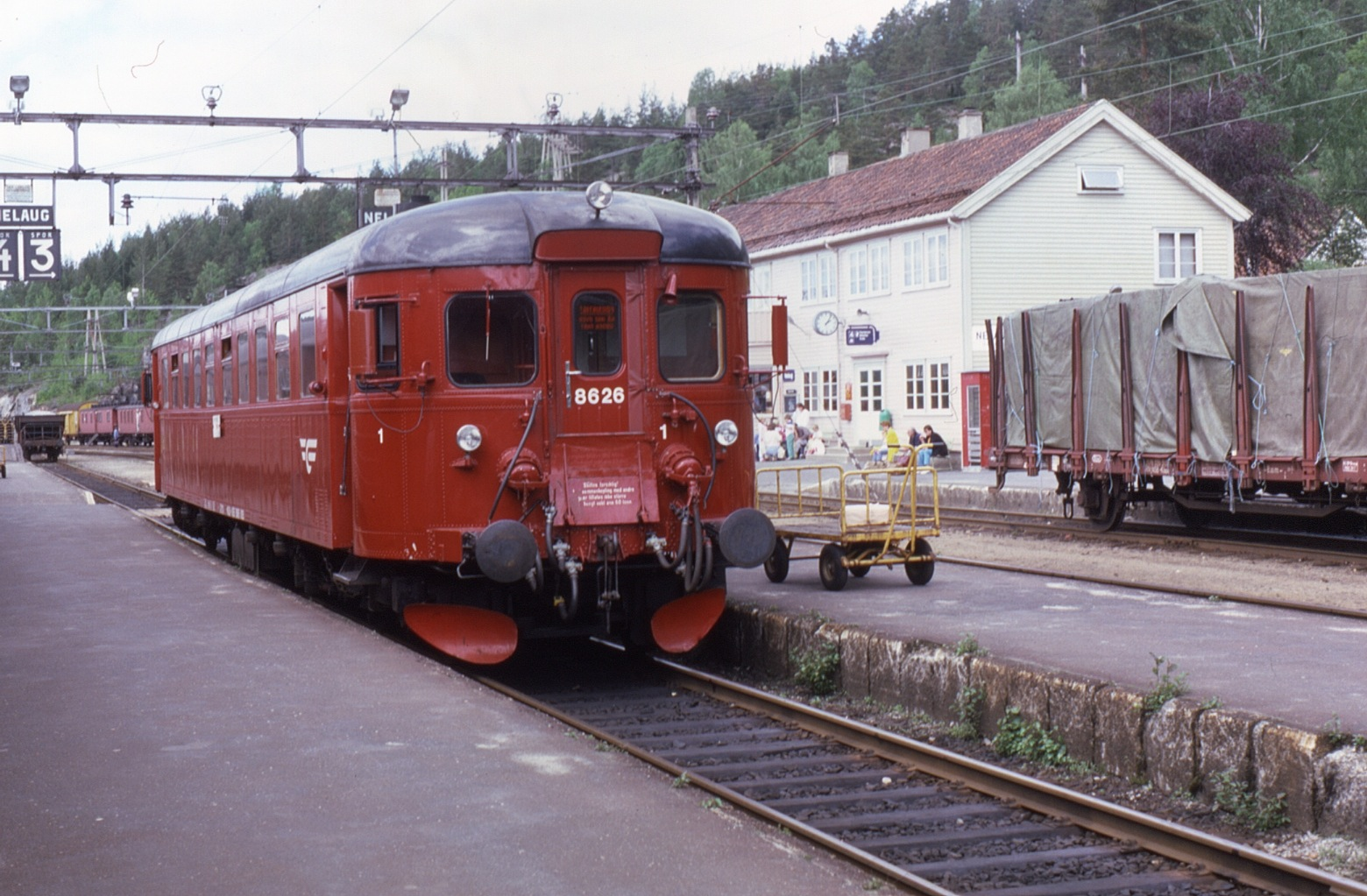
86 26 in Nelaug (Juni 1986)

## Geschichte
Die NSB bestellten im August 1935 bei Strømmens Værksted drei Versuchstriebwagen. Wie alle Triebwagen vor der Einführung des Nummernplanes von 1942 erhielten sie eine laufende Nummer, hier 18243–18245, sowie die Typbezeichnung Cmo type 6. Die Buchstaben der Typbezeichnung hatten zur Bauzeit der ersten Fahrzeuge nach der Einteilung der NSB unter NSB litra 1916–33(36) folgende Bedeutung: „C“ = 3. Klasse, „m“ = Motor und „o“ = Drehgestell.
Der erste Triebwagen, der Cmo 43 mit der Typenbezeichnung 6a und der Betriebsnummer 43, wurde am 1. Februar 1938 mit einem DWK-Motor mit 138 Kilowatt (185 PS) geliefert. Am 3. und 4. Juni folgten die beiden Fahrzeuge mit der Typenbezeichnung 6b und den Betriebsnummern 44 und 45, welche mit einem MAN-Motor mit 110 Kilowatt (150 PS) ausgestattet waren.
Da die Fahrzeuge den Anforderungen der NSB entsprachen, wurden 1940 weitere in den Jahren 1938–1939 bestellte Triebwagen mit den laufenden Nummern 18250–18259 ausgeliefert. Dabei handelte es sich um die Cmo 50–53 mit der Typenbezeichnung 6c und Motoren der Maschinenfabrik Augsburg-Nürnberg (MAN) mit 138 Kilowatt (185 PS) sowie die Cmo 54–59 mit der Typenbezeichnung 6d und DWK-Motoren mit 110 kW (150 PS).

## Cmdo type 6
Bereits 1942 wurde festgestellt, dass durch den Bau von neuen Triebwagenbaureihen das bisherige Nummernsystem, das seit etwa 1920 in Anlehnung an das System der Personenwagen bestand, mit den fortlaufenden Nummern und Typen unübersichtlich wurde. Deshalb wurde zusätzlich zur bisherigen Bezeichnung Cmo ein Kennbuchstabe für die Antriebsart „d“ für Diesel hinzugefügt. Vorhanden waren zu diesem Zeitpunkt die Cmdo 43–45 und 50–59.
Nach dem Zweiten Weltkrieg war der Bedarf an weiteren Triebwagen vorhanden. Deshalb wurden weitere Bestellungen ausgelöst, diesmal mit Hercules DFXH-F-Motoren mit einer Leistung von jeweils 140 Kilowatt (190 PS). Durch diese neue Motorvariante entstand mit dem Cmdo type 6e eine neue Unterbauart. Zwischen Mai und November 1950 wurden die Fahrzeuge Cmdo 60–64 und den laufenden Nummern 18260–18264 ausgeliefert.
Die letzte Lieferserie umfasste die Triebwagen Cmdo 09–28 (18309–18328), die Rolls-Royce-Motoren mit einer Leistung von 156 kW bekamen. Diese weitere Unterbauart wurde als Cmdo type 6f bezeichnet und kam zwischen Januar 1953 und Mai 1954 zu den NSB.
Ende der 1940er Jahre gab es bei den 1940 gelieferten Fahrzeugen 50–59 bereits Probleme bei der Ersatzteilbeschaffung für die Motoren, so dass die NSB entschieden, die MAN- und die DWK-Motoren durch Hercules-Motoren zu ersetzen. Die Umbauarbeiten wurden zwischen 1949 und 1953 durchgeführt, die Versionsbezeichnung änderte sich von type 6d in type 6e änderte. Lediglich Cmdo type 6c 52 erhielt 1951 für die MAN-Motoren ausgebaute DWK-Motoren, die Bezeichnung änderte sich in Cmdo type 6d 52. Bereits zwei Jahre später, 1953, wurden wiederum diese durch Hercules-Motoren ersetzt und die Typbezeichnung in Cmdo type 6e 52 geändert.

## Bmdox type 86
Mit Wirkung vom 1. Juli 1956 wurde erneut das Nummernsystem der norwegischen Fahrzeuge überarbeitet. Alle Eisenbahnverwaltungen, die 1956 Mitglied des Internationalen Eisenbahnverbandes (UIC) mit Sitz in Paris waren, änderten in diesem Jahr ihre Klassenbezeichnungen. Die 3. Klasse wurde zur 2. Klasse aufgewertet und die ehemalige 1. und 2. Klasse wurden als 1. Klasse kombiniert. Im neuen Bezeichnungssystem wurde bei allen beteiligten Bahnen die 1. Klasse mit dem Buchstaben A und die 2. Klasse mit dem Buchstaben B bezeichnet. Dies war für NSB der Anlass, das Typensystem neu zu überarbeiten. Bei Dampflokomotiven und Triebwagen (jedoch nicht bei Elektro- und Diesellokomotiven) war type oder Type immer Teil der Baureihenbezeichnung. Die Motorisierungs- und der Antriebsart sowie die Unterscheidung, ob es sich um eine Drehgestellvariante handelt, wurde mit einer laufenden Typennummer kombiniert.
Alle vorhandenen Fahrzeugbaureihen mit Verbrennungsmotor wurden so einsortiert, dass zur ehemaligen, meist einstelligen, Typennummer die Zahl 80 hinzuaddiert wurde und so die ehemalige Typennummer erkennbar blieb. Die Bezeichnung type oder Type blieb ebenso erhalten und ist Bestandteil der Bezeichnung. Allerdings wird dies nicht an den Fahrzeugen angeschrieben. Neu eingeführt wurde der Buchstabe „x“, der eine Leichtbauweise beschrieb.
An diesem Stichtag waren von der nun Bmdox type 86 genannten Baureihe die Fahrzeuge 09–28 als type 86f, der Triebwagen 43 als type 86a, die Triebwagen 44 und 45 als type 86b und die Fahrzeuge 50–64 als type 86e vorhanden.
Zwischen 1958 und 1963 wurden die Motoren der Bmdox type 6e- und die Bmdox type 6d-Fahrzeuge 53, 55, 57 und 59 mit Rolls-Royce-C6SFLH-Motoren ausgestattet und in die Unterbaureihe type 86f eingruppiert, die dann aus den Fahrzeugen 09–28, 53, 55, 57, 59–64 bestand. Die Wagen 50, 51, 54 und 56 behielten ihre Hercules-Motoren.
Der Bmdox type 86a 43 und die Bmdox type 86b 44–45 wurden zwischen dem 8. November 1961 und dem 19. September 1983 ausgemustert, Bmdox type 86e 52 folgte 1969/70.
1966 wurden die Bmdox type 86f 12 und 13 mit verstellbaren Sitze ausgerüstet und hatten dadurch nur noch 49 Plätze sowie sechs Klappsitze, wodurch die Unterbauart Bmdox type 86g entstand.

## BM 86
Am 30. Mai 1970 folgte erneut eine Änderung des Bezeichnungssystems, wodurch die Fahrzeuge die Bezeichnung BM86 erhielten. Da seit 1963 nur noch die beiden Motorenarten im Einsatz waren, wurde von den NSB ab diesem Zeitpunkt die Unterscheidungskriterien mit Großbuchstaben gekennzeichnet. In BM86 wurden die Fahrzeuge 09–28, 50, 51 und 53–64.
Zuerst wurden die vier Wagen der Splittergattung 86E 50, 51, 54 und 56 zwischen 1970 und 1975 ausgemustert. Die Wagen mit Rolls-Royce-Motoren und 70 Plätzen mit umklappbaren Rückenlehnen wurden als 86F und die beiden mit verstellbaren Sitzen als 86G bezeichnet. Auch im letzten Einsatzabschnitt erfolgten weitere Umbauten: der BM 86G 12 wurde noch 1970 in einen 86F zurückgebaut. In den 1970er Jahren wurde bei einem Teil die umklappbaren durch feststehende Rückenlehnen ersetzt, wodurch die Gattungen 86K und 86L eingeführt wurde. Mitte der 1980er Jahre wurde bei einigen Triebwagen die Sitzanzahl von 70 auf 60 verringert – diese wurden 86M genannt.

## Technische Unterschiede
In den Jahren zwischen 1938 und 1954 wurden insgesamt 38 Triebwagen und 31 Beiwagen an die NSB ausgeliefert. Neben den vielen unterschiedlichen Motoren, die im Laufe der Jahre verbaut wurden, unterschieden sich die einzelnen Wagen auch in der Innenraumausstattung und Formgebung. So waren die vor dem Zweiten Weltkrieg gelieferten Wagen stromlinienförmiger als solche, die nach dem Krieg geliefert wurden.
Alle Triebwagen waren mit Druckluftbremse, mit elektrischer Beleuchtung mit Lichtmaschine und Batteriebetrieb sowie mit einer Warmwasserheizung ausgerüstet. Die Serie Cmdo type 6f 09–28 besaß als Feststellbremse eine Zahnstangenbremse, alle anderen Fahrzeuge waren mit einer Schraubenbremse ausgestattet. Die Cmo type 6c 53 und 57 hatten eine andere Getriebeübersetzung, wodurch die Höchstgeschwindigkeit nur 85 km/h betrug.
Sie konnten einzeln, mit einem Steuerwagen oder in Zügen mit bis zu sechs Einheiten betrieben werden. Dabei wurden diese auf allen nicht elektrifizierten Strecken des Landes eingesetzt. Es wurden mit der Type 86 alle Zuggattungen gefahren.

## Ausmusterung und Verbleib
In den 1980er Jahren begann auch die Ausmusterung der 1962 umgebauten Fahrzeuge, da diese nicht mehr den Ansprüchen auf Komfort und Geschwindigkeit genügten. Zuletzt planmäßig eingesetzt wurden die Fahrzeuge auf der Arendalsbane, wo sie erst 1996 endgültig ausgemustert wurden. Es sind jedoch verhältnismäßig viele Triebwagen in Museen und bei Vereinen wie dem Norsk Jernbaneklubb oder im Bestand des Norsk Jernbanemuseums erhalten geblieben.

## Baureihengeschichte
| Lebenszyklus | Lebenszyklus       | Lebenszyklus  | Lebenszyklus       | Lebenszyklus                                | Lebenszyklus               | Lebenszyklus                     | Lebenszyklus               | Lebenszyklus                    | Lebenszyklus      | Lebenszyklus                                                                         |
| Nr.          | Type bei Lieferung | geliefert     | Baureihenplan 1942 | Baureihen- änderung                         | Baureihenplan 3. Juni 1956 | Baureihen- änderung              | Baureihenplan 30. Mai 1970 | Baureihen- änderung             | ausgemustert      | Verbleib                                                                             |
| ------------ | ------------------ | ------------- | ------------------ | ------------------------------------------- | -------------------------- | -------------------------------- | -------------------------- | ------------------------------- | ----------------- | ------------------------------------------------------------------------------------ |
| 18309        | Cmdo type 6f 09    | Jan. 1953     |                    |                                             | Bmdox type 86f 09          |                                  | BM 86F 09                  | 1977: BM 86L 09                 | 1995              | 1999 verschrottet                                                                    |
| 18310        | Cmdo type 6f 10    | Jan. 1953     |                    |                                             | Bmdox type 86f 10          |                                  | BM 86F 10                  | 1976: BM 86K 10 1986: BM 86M 10 | Sept. 1997        | Museumsfahrzeug                                                                      |
| 18311        | Cmdo type 6f 11    | Jan. 1953     |                    |                                             | Bmdox type 86f 11          |                                  | BM 86F 11                  | 1987: BM 86L 11                 | 1986              | Museumsfahrzeug                                                                      |
| 18312        | Cmdo type 6f 12    | März 1953     |                    |                                             | Bmdox type 86f 12          | 1966: Bmdox type 86g 12          | BM 86G 12                  | 31. Mai 1970: BM 86F 12         | 30. Dez. 1988     |                                                                                      |
| 18313        | Cmdo type 6f 13    | Mai 1953      |                    |                                             | Bmdox type 86f 13          | 1966: Bmdox type 86g 13          | BM 86G 13                  |                                 | 1989              |                                                                                      |
| 18314        | Cmdo type 6f 14    | Juni 1953     |                    |                                             | Bmdox type 86f 14          |                                  | BM 86F 14                  |                                 | 30. Dez. 1988     |                                                                                      |
| 18315        | Cmdo type 6f 15    | Juli 1953     |                    |                                             | Bmdox type 86f 15          |                                  | BM 86F 15                  | 1975: BM 86K 15 1983: BM 86M 15 | 1996              |                                                                                      |
| 18316        | Cmdo type 6f 16    | Juli 1953     |                    |                                             | Bmdox type 86f 16          |                                  | BM 86F 16                  | 1986: BM 86L 16                 | 30. Dez. 1988     |                                                                                      |
| 18317        | Cmdo type 6f 17    | Juli 1953     |                    |                                             | Bmdox type 86f 17          |                                  | BM 86F 17                  |                                 | 21. Feb. 1977     |                                                                                      |
| 18318        | Cmdo type 6f 18    | Okt. 1953     |                    |                                             | Bmdox type 86f 18          |                                  | BM 86F 18                  | 1976: BM 86K 18                 | Sept. 1983        | Museumsfahrzeug                                                                      |
| 18319        | Cmdo type 6f 19    | Okt. 1953     |                    |                                             | Bmdox type 86f 19          |                                  | BM 86F 19                  |                                 | 17. Nov. 1988     | Museumsfahrzeug                                                                      |
| 18320        | Cmdo type 6f 20    | Nov. 1953     |                    |                                             | Bmdox type 86f 20          |                                  | BM 86F 20                  | 1977: BM 86L 20 1986: BM 86M 20 |                   |                                                                                      |
| 18321        | Cmdo type 6f 21    | Dez. 1953     |                    |                                             | Bmdox type 86f 21          |                                  | BM 86F 21                  | 1977: BM 86L 21                 | 25. Okt. 1985     |                                                                                      |
| 18322        | Cmdo type 6f 22    | Dez. 1953     |                    |                                             | Bmdox type 86f 22          |                                  | BM 86F 22                  | 1977: BM 86L 22                 | 1996              |                                                                                      |
| 18323        | Cmdo type 6f 23    | Jan. 1954     |                    |                                             | Bmdox type 86f 23          |                                  | BM 86F 23                  | 1977: BM 86L 23                 | 28. Feb. 1990     | 1990/91 verschrottet                                                                 |
| 18324        | Cmdo type 6f 24    | Feb. 1954     |                    |                                             | Bmdox type 86f 24          |                                  | BM 86F 24                  | 1977: BM 86L 24                 | 1996              |                                                                                      |
| 18325        | Cmdo type 6f 25    | März 1954     |                    |                                             | Bmdox type 86f 25          |                                  | BM 86F 25                  |                                 | 30. Dez. 1988     | Museumsfahrzeug                                                                      |
| 18326        | Cmdo type 6f 26    | Apr. 1954     |                    |                                             | Bmdox type 86f 26          |                                  | BM 86F 26                  | 1975: BM 86K 26 1984: BM 86M 26 | 1996              | Museumsfahrzeug                                                                      |
| 18327        | Cmdo type 6f 27    | Juni 1954     |                    |                                             | Bmdox type 86f 27          |                                  | BM 86F 27                  |                                 | 10. Feb. 1986     | 1986: XAEL 3 1989: Museumsfahrzeug als BM 86F                                        |
| 18328        | Cmdo type 6f 28    | Mai 1954      |                    |                                             | Bmdox type 86f 28          |                                  | BM 86F 28                  | 1977: BM 86K 28                 | 30. Dezember 1988 | 1989 an Nordisk Jernbane-Klub in Gedser, 2018 an Nordsjællands Veterantog in Græsted |
| 18243        | Cmo type 6a 43     | 1. Febr. 1938 | Cmdo type 6a 43    |                                             | Bmdox type 86a 43          |                                  |                            |                                 | 1962/63           |                                                                                      |
| 18244        | Cmo type 6b 44     | 3. Juni 1938  | Cmdo type 6b 44    |                                             | Bmdox type 86b 44          |                                  |                            |                                 | 8. Nov. 1961      |                                                                                      |
| 18245        | Cmo type 6b 45     | 4. Juni 1938  | Cmdo type 6b 45    |                                             | Bmdox type 86b 45          |                                  |                            |                                 | 19. Sept. 1963    |                                                                                      |
| 18250        | Cmo type 6c 50     | 1940          | Cmdo type 6c 50    | 1949: Cmdo type 6e 50                       | Bmdox type 86e 50          |                                  | BM 86E 50                  |                                 | 26. Feb. 1975     |                                                                                      |
| 18251        | Cmo type 6c 51     | 1940          | Cmdo type 6c 51    | 1953: Cmdo type 6e 51                       | Bmdox type 86e 51          |                                  | BM 86E 51                  |                                 | 26. Feb. 1975     |                                                                                      |
| 18252        | Cmo type 6c 52     | Juni 1940     | Cmdo type 6c 52    | 1951: Cmdo type 6d 52 1953: Cmdo type 6e 52 | Bmdox type 86e 52          |                                  |                            |                                 | 1969/1970         |                                                                                      |
| 18253        | Cmo type 6c 53     |               | Cmdo type 6c 53    | 1952: Cmdo type 6e 53                       | Bmdox type 86e 53          | 19. Sep. 1962: Bmdox type 86f 53 | BM 86F 53                  |                                 | 23. Juli 1986     |                                                                                      |
| 18254        | Cmo type 6d 54     | Juli 1940     | Cmdo type 6d 54    | 1949: Cmdo type 6e 54                       | Bmdox type 86e 54          |                                  | BM 86E 54                  |                                 | 1. Dez. 1971      |                                                                                      |
| 18255        | Cmo type 6d 55     |               | Cmdo type 6d 55    | 1952: Cmdo type 6e 55                       | Bmdox type 86e 55          | 1963: Bmdox type 86f 55          | BM 86F 55                  |                                 | 18. Okt. 1985     |                                                                                      |
| 18256        | Cmo type 6d 56     | Aug. 1940     | Cmdo type 6d 56    | 1953: Cmdo type 6e 56                       | Bmdox type 86e 56          |                                  | BM 86E 56                  |                                 | 5. Sept. 1970     |                                                                                      |
| 18257        | Cmo type 6d 57     | Sept. 1940    | Cmdo type 6d 57    | 1952: Cmdo type 6e 57                       |                            | 1958: Bmdox type 86f 57          | BM 86F 57                  |                                 | 17. Nov. 1988     |                                                                                      |
| 18258        | Cmo type 6d 58     | Nov. 1940     | Cmdo type 6d 58    | 1949: Cmdo type 6e 58                       | Bmdox type 86e 58          | 1964: Bmdox type 86f 58          | BM 86F 58                  | 1975: BM 86K 58                 | 10. Feb. 1986     | 1988 verschrottet                                                                    |
| 18259        | Cmo type 6d 59     | 1940          | Cmdo type 6d 59    | 1951: Cmdo type 6e 59                       | Bmdox type 86e 59          | 1963: Bmdox type 86f 59          | BM 86F 59                  | 1975: BM 86K 59                 | 10. Feb. 1986     | 1986: XAEL 4, 1988 verschrottet                                                      |
| 18260        | Cmdo type 6e 60    | Mai 1950      |                    |                                             | Bmdox type 86e 60          | 1963: Bmdox type 86f 60          | BM 86F 60                  |                                 | 1992              | Museumsfahrzeug                                                                      |
| 18261        | Cmdo type 6e 61    | 1950          |                    |                                             | Bmdox type 86e 61          | 1958: Bmdox type 86f 61          | BM 86F 61                  | 1975: BM 86K 61                 | 11. Jan. 1983     |                                                                                      |
| 18262        | Cmdo type 6e 62    | 1950          |                    |                                             | Bmdox type 86e 62          | 1. März 1962: Bmdox type 86f 62  | BM 86F 62                  |                                 | 21. Apr. 1981     |                                                                                      |
| 18263        | Cmdo type 6e 63    | Aug. 1950     |                    |                                             | Bmdox type 86e 63          | 1962/1963: Bmdox type 86f 63     | BM 86F 63                  | 1974: BM 86K 63                 | 17. Nov. 1988     |                                                                                      |
| 18264        | Cmdo type 6e 64    | Nov. 1950     |                    |                                             | Bmdox type 86e 64          | 1958: Bmdox type 86f 64          | BM 86F 64                  | 1975: BM 86K 64                 | 17. Nov. 1988     |                                                                                      |